# スクランブルガム
スクランブルガムは、UNIVERSAL MUSIC JAPANに所属する日本の6人組ダンス＆ボーカルユニット。2018年結成。愛称は「スクガム」。2019年2月に新メンバー加入し7人組になった｡

## 概要
地上波オーディション番組『ガチだん！』でメジャーデビューを勝ち取ったメンバーで構成されている。
スクランブルガムの名前の由来は、“スクランブル”=多様性、“ガム”=ガムシャラ。デビュー権を争うことになったライバルチームのメンバーと共にオーディション期間中に話し合って決定した名前となっている。

## メンバー

### 元メンバー
| 名前                            | ニックネーム | 生年月日       | 出身地   | メンバーカラー | 備考                                                           |
| ------------------------------- | ------------ | -------------- | -------- | -------------- | -------------------------------------------------------------- |
| 石綿 宏司 （いしわた こうじ）   |              | 1994年3月28日  | 神奈川県 | 黒             | リーダー 🇯🇵(日本)と🇰🇷(韓国)のハーフ 2021年10月9日 グループ卒業 |
| 荒 友哉 （あら ともや）         |              | 1998年3月18日  | 福島県   | 白             | 2021年11月30日 グループ卒業                                    |
| 石川 凌雅 （いしかわ りょうが） |              | 1995年8月24日  | 東京都   | 青             | 2021年11月30日 グループ卒業                                    |
| 川村 海斗 （かわむら かいと）   |              | 2000年7月23日  | 東京都   | きいろ         | 2020年12月5日 グループ脱退                                     |
| 濱川 英也 （はまかわ ひでや）   |              | 1996年10月24日 | 宮崎県   | 赤             | 2021年10月9日 グループ卒業                                     |
| 山本 諒雅 （やまもと りょうが） | がっちゃん   | 1997年6月11日  | 福島県   | ピンク         | 2021年10月9日 グループ卒業                                     |
| 高橋 憲太 （たかはし けんた）   | けんちょす   | 1999年11月30日 | 兵庫県   | オレンジ       | 2019年2月に加入。 2021年10月9日 グループ卒業                   |

## 略歴

### 2018年
- 6月21日、地上波オーディション番組『ガチだん！』内の企画、白金高輪SELENE b2で開催されたオーディション『ガチだん！決勝戦～メジャーデビューを勝ち取るのはどっちだ！？～』でメジャーデビューを勝ち取った[1]。
- 8月22日、1stシングル『夜明けの1ページ』でメジャーデビュー[1]。

### 2019年
- 2月、新メンバーオーディション参加を経て、『ガチだん！』でのライバルチームのメンバーであった高橋憲太が加入[2]。

- 6月7日、メンバー全員が出演するネットドラマ『渋谷ボーイズスクランブル』がLINE LIVE「LIVE 映画・テレビチャンネル」にて配信開始。

- 7月10日、2ndシングル『下書きのHero』をリリース。リリースに伴い、世界初の「生ビデオ通話特典会」を実施した[3]。

- 8月31日、原宿クエストホールにて、結成・デビュー1周年を記念した、初のワンマンライブを開催。

- 11月23日、24日、アトリエファンファーレ東新宿にて、スクランブルガム全員が出演する舞台【GREEN GRASS】が全3公演上演。

- 12月25日、1st Digital Single『Got Move! Share Love!7』をリリース。

### 2020年
- 2月1日、渋谷ストリームホールにて、グループ2回目となるワンマンライブ「Shall we GUM? 2020冬のフレーバー祭り!!!」を開催。

- 12月2日、公式Twitterよりメンバー川村海斗の脱退が発表された[4]。

### 2021年
- 6月26日 2nd Digital Single『SUPER LIKE / エビバディエイサッサ』をリリース。

- 8月15日 3rd Digital Single『Love Story』をリリース。
- 10月9日、石綿宏司・高橋憲太・濱川英也・山本諒雅が卒業。[5]
- 11月30日、荒友哉・石川凌雅が卒業、スクランブルガムは活動休止。[6]

## 作品

### シングル
順位はオリコンの発表する週間ランキングでの最高位。
| # | リリース日    | 曲名            | 販売形態   | 規格品番   | 週間チャート |
| - | ------------- | --------------- | ---------- | ---------- | ------------ |
| 1 | 2018年8月22日 | 夜明けの1ページ | 初回限定盤 | UPCH-89382 | 43位         |
| 1 | 2018年8月22日 | 夜明けの1ページ | 通常盤     | UPCH-80498 | 43位         |
| 1 | 2018年8月22日 | 夜明けの1ページ | 荒友哉盤   | UPCH-89383 | 43位         |
| 1 | 2018年8月22日 | 夜明けの1ページ | 石川凌雅盤 | UPCH-89384 | 43位         |
| 1 | 2018年8月22日 | 夜明けの1ページ | 石綿宏司盤 | UPCH-89385 | 43位         |
| 1 | 2018年8月22日 | 夜明けの1ページ | 川村海斗盤 | UPCH-89386 | 43位         |
| 1 | 2018年8月22日 | 夜明けの1ページ | 濱川英也盤 | UPCH-89387 | 43位         |
| 1 | 2018年8月22日 | 夜明けの1ページ | 山本諒雅盤 | UPCH-89388 | 43位         |
| 2 | 2019年7月10日 | 下書きのHero    | 初回限定盤 | UPCH-89408 | 89位         |
| 2 | 2019年7月10日 | 下書きのHero    | 通常盤     | UPCH-80517 | 89位         |
| 2 | 2019年7月10日 | 下書きのHero    | 荒友哉盤   |            | 89位         |
| 2 | 2019年7月10日 | 下書きのHero    | 石川凌雅盤 |            | 89位         |
| 2 | 2019年7月10日 | 下書きのHero    | 石綿宏司盤 |            | 89位         |
| 2 | 2019年7月10日 | 下書きのHero    | 川村海斗盤 |            | 89位         |
| 2 | 2019年7月10日 | 下書きのHero    | 濱川英也盤 |            | 89位         |
| 2 | 2019年7月10日 | 下書きのHero    | 山本諒雅盤 |            | 89位         |
| 2 | 2019年7月10日 | 下書きのHero    | 高橋憲太盤 |            | 89位         |

### デジタルシングル
|   | 発売日         | タイトル                          | 規格         |
| - | -------------- | --------------------------------- | ------------ |
| 1 | 2019年12月25日 | Got Move! Share Love! 7           | デジタル配信 |
| 2 | 2021年6月26日  | SUPER LIKE / エビバディエイサッサ | デジタル配信 |
| 3 | 2021年8月15日  | Love Story                        | デジタル配信 |